# Antonio Tempesta

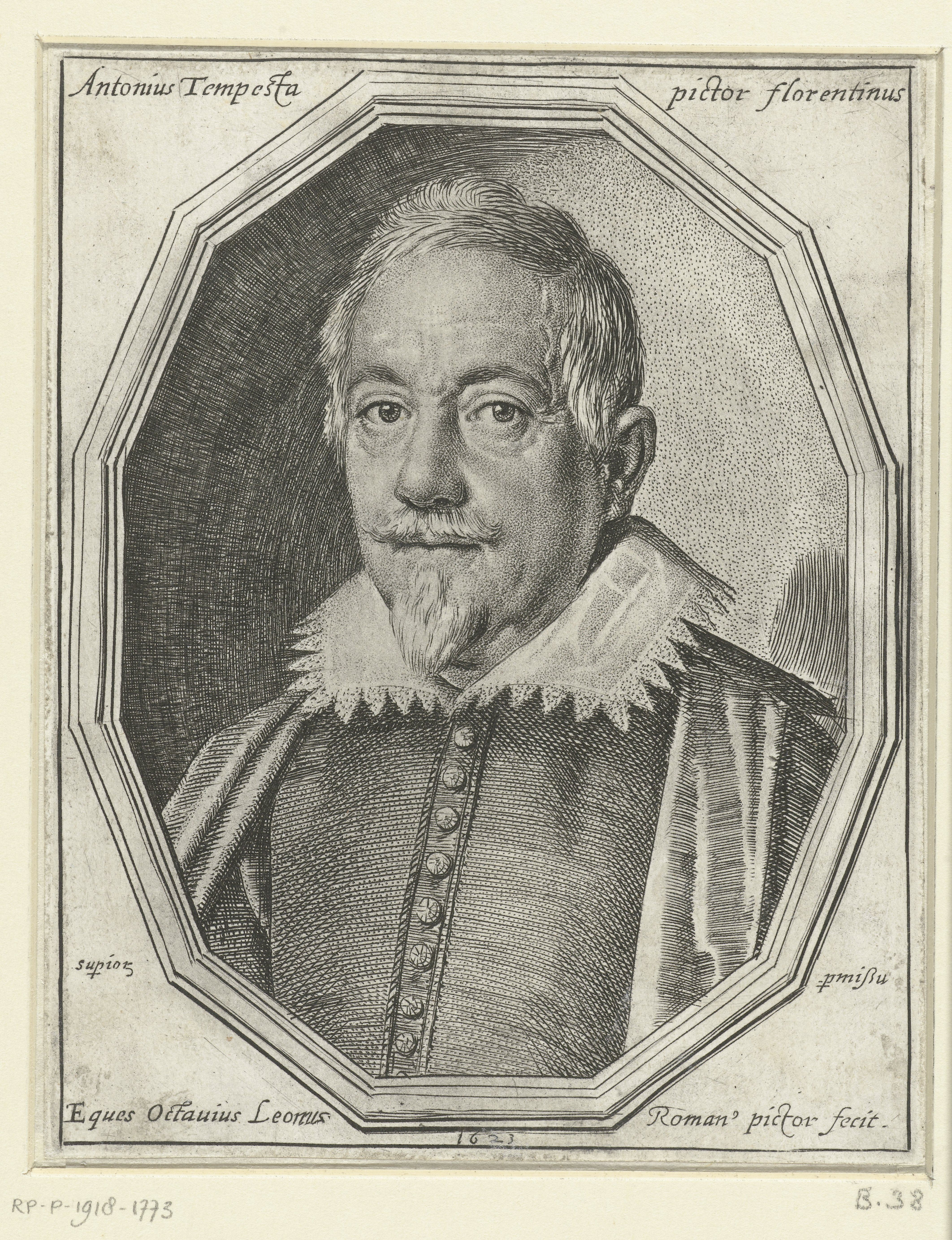
Antonio Tempesta

Antonio Tempesta (* ca. 1555 in Florenz; † 5. August 1630 in Rom) war ein italienischer Maler, Zeichner und Radierer. Mit seinen auf ästhetische Klarheit und narrative Konsequenz bedachten Kompositionen gilt er als Protagonist des Stilwandels vom Manierismus zum Frühbarock in Rom.

## Leben
Tempesta war Schüler des aus Brügge stammenden Jan van der Straet alias Stradanus, dem wichtigsten Mitarbeiter von Giorgio Vasari. Im Team von Stradanus arbeitete Tempesta vermutlich an der Dekoration des Palazzo Vecchio und von Teilen des Korridors der Uffizien mit. Den größten Teil seiner Werke schuf er in Rom, wohin er ca. 1580 übersiedelte und, von kurzen Reisen abgesehen, bis zu seinem Tod blieb. Im Pontifikat von Papst Gregor XIII. malte er die Figuren der von Mathijs Bril geschaffenen Szenen aus der Translation der Reliquien des Gregor von Nazianz in der Loggia Gregoriana des Vatikanischen Palastes, eine der frühesten Folgen gemalter Romveduten. Auch an der Ausmalung des Casino Gambara der Villa Lante in Bagnaia scheint er beteiligt gewesen zu sein. Spätestens unter Papst Sixtus V. wandte sich Tempesta der Druckgraphik zu – ohne allerdings das Malen je aufzugeben.

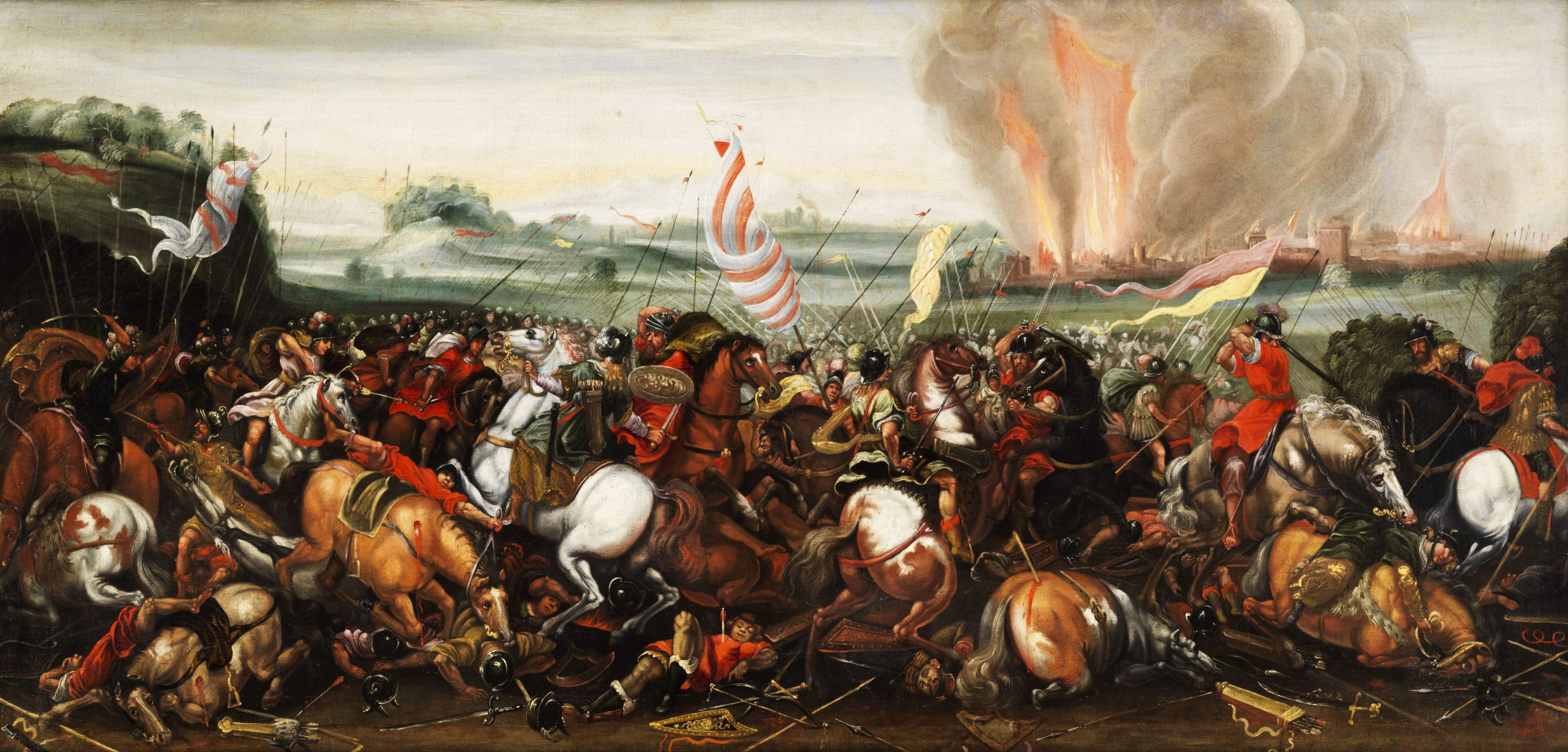
Großes Schlachtenbild mit kämpfenden Reitern von Antonio Tempesta

Zuerst schuf er Zeichnungen als Vorlagen für andere Kupferstecher, Radierer und Holzschneider, darunter Francesco Villamena, Matthaeus Greuter und Paul Maupin, spätestens ab 1589 radierte er selbst. Mit seinen ca. 1700 Radierungen, in denen er sowohl biblische als auch historische und mythologische Themen darstellte, war er einer der einflussreichsten und meistkopierten Künstler seiner Zeit und des ganzen 17. Jahrhunderts. Auch Rembrandt van Rijn und Rubens, Velázquez und Poussin nutzten Tempestas Drucke als Anregungen für eigene Werke. Besonders bekannt wurde er durch seinen Romplan von 1593 und zahlreiche Kampf- und Jagdszenen sowie Tierdarstellungen, darunter ein von Arbeiten seines Lehrers Jan van der Straet inspirierter Pferdezyklus. Einflussreich war Tempesta ferner als Illustrator für Publikationen der Typographia Medicea in Rom und durch seine in jener Zeit innovative Praxis, zahlreiche Radierungen, darunter die 150 Szenen aus den Metamorphosen des Ovid, nicht in Rom, sondern in Antwerpen drucken und publizieren zu lassen: Die Metamorphosen verlegte 1606 Pieter de Jode der Ältere. Außerdem radierte Tempesta zwei Serien nach Zeichnungen von Otto van Veen, die ihm aus Antwerpen nach Rom geschickt wurden: der "Krieg der Bataver gegen die Römer" (Bataveraufstand) und die "Geschichte der Infanten von Lara". Tempesta übersandte die gravierten Platten nach Antwerpen, wo sie 1612 veröffentlicht wurden. Vielfach boten Tempestas Zeichnungen und Radierungen Anregungen für die Dekoration kunstgewerblicher Erzeugnisse, beispielsweise für die Ledertapeten in Wien, die das Leben Karls V. illustrierten.
In der Zeit nach 1600 produzierte Tempesta zahlreiche Gemälde auf Stein (Marmor, Alabaster, Lapislazuli etc.), die nicht nur sofort in die Sammlungen des römischen Adels Eingang fanden, sondern auch international begehrt waren – zwei entsprechende Werke finden sich in einem Inventar von Kaiser Rudolf II. Fresken malte Tempesta nach der Jahrhundertwende unter anderem in der römischen Kirche San Pancrazio und – Seite an Seite mit Guido Reni und Paul Bril – im Casino Borghese auf dem Quirinal. Als eines der spätesten Leinwandbilder Tempestas gilt die großformatige Auferstehung für Santa Felicita in Florenz, die sich noch immer am Ort befindet. Zu Tempestas Förderern und Auftraggebern gehörten unter anderem Giulio Roscio, Antonio Gallonio, Benedetto Giustiniani, Vincenzo Giustiniani der Jüngere, Scipione Caffarelli Borghese und Taddeo Barberini. Unter seinen Schülern war laut André Félibien der Lothringer Claude Deruet; womöglich lernte auch Jacques Callot bei ihm das Radieren.

## Nachwirkung
Tempestas Inventionen waren wichtige Inspirationsquellen für die Künstler des 17. und 18. Jahrhunderts. Zahlreiche Werke von Matthäus Merian und Stefano della Bella basieren auf Kompositionen von Tempesta. Aus Beobachtungen zu Rembrandts Rezeptionsverhalten gegenüber den Radierungen Tempestas, insbesondere zur Abhängigkeit der „Verschwörung des Claudius Civilis“ (heute im Nationalmuseum Stockholm) von einer Komposition im „Krieg der Bataver gegen die Römer“, entwickelte Aby Warburg seinen am 29. Mai 1926 in Hamburg gehaltenen Vortrag „Italienische Antike im Zeitalter Rembrandts“. Giorgio de Chirico war ein großer Bewunderer der Radierungen Tempestas, vor allem der Schlachtenszenen, und verwendete diese als Vorlagen für verschiedene seiner Gemälde.